# Chrysotachina braueri
Chrysotachina braueri är en tvåvingeart som beskrevs av Townsend 1931. Chrysotachina braueri ingår i släktet Chrysotachina och familjen parasitflugor. Inga underarter finns listade i Catalogue of Life.